# Губкино (деревня, Москва)
Губкино — деревня в Новомосковском административном округе Москвы (до 1 июля 2012 года была в составе Ленинского района Московской области). Входит в состав района Коммунарка.

## Население
| 1859 | 1890 | 1899 | 1926 | 2002 | 2006 | 2010 |
| ---- | ---- | ---- | ---- | ---- | ---- | ---- |
| 144  | ↗159 | ↗173 | ↘172 | ↘23  | ↘17  | ↗23  |

Согласно Всероссийской переписи, в 2002 году в деревне проживало 23 человека (14 мужчин и 9 женщин).

## География
Деревня Губкино находится в восточной части Новомосковского административного округа, у границы с московским районом Южное Бутово, примерно в 27 км к юго-западу от центра города Москвы и 11 км к юго-востоку от центра города Московский, на реке Цыганке бассейна Пахры.
В 3 км к северо-западу от деревни проходит Калужское шоссе А130, в 9 км к востоку — Симферопольское шоссе М2, в 8 км к северу — Московская кольцевая автодорога, в 6 км к востоку — линия Курского направления Московской железной дороги.
В деревне одна улица — Кронбургская. Ближайшие населённые пункты — посёлок подсобного хозяйства «Воскресенское», деревни Ямонтово и Каракашево.

## История
Упоминается в писцовых книгах 1627—1628 гг., как вотчина стольника, князя Фёдора Андреевича Телятевского. В 1646 году — вотчина стольника, князя Фёдора Никитича Одоевского.
Название деревни, предположительно, произошло от некалендарного личного имени Губка.
В «Списке населённых мест» 1862 года — казённая деревня 1-го стана Подольского уезда Московской губернии по левую сторону старокалужского тракта, в 10 верстах от уездного города и 30 верстах от становой квартиры, при реке Язовке, с 20 дворами и 144 жителями (69 мужчин, 75 женщин).
По данным на 1899 год — деревня Десенской волости Подольского уезда с 173 жителями.
В 1913 году — 32 двора, при деревне церковь, погост Ивановское и имение Е. В. Фрейберг.
По материалам Всесоюзной переписи населения 1926 года — центр Губкинского сельсовета Десенской волости Подольского уезда в 5,3 км от Калужского шоссе и 7,5 км от станции Щербинка Курской железной дороги, проживало 172 жителя (78 мужчин, 94 женщины), насчитывалось 34 крестьянских хозяйства.
С 1929 до 2012 гг. — населённый пункт Московской области в составе Красно-Пахорского района (1929—1946); Калининского района (1946—1957); Ленинского района (1957—1960, 1965—2012); Ульяновского района (1960—1963); Ленинского укрупнённого сельского района (1963—1965).
С 2012 года — в составе города Москвы.